# Swaryczów
Swaryczów – wieś w Polsce położona w województwie lubelskim, w powiecie zamojskim, w gminie Komarów-Osada.
| SIMC    | Nazwa   | Rodzaj    |
| ------- | ------- | --------- |
| 0890940 | Kolonia | część wsi |

W latach 1975–1998 miejscowość administracyjnie należała do województwa zamojskiego.
Wieś jest sołectwem w gminie Komarów-Osada. Według Narodowego Spisu Powszechnego z roku 2011 wieś liczyła 51 mieszkańców.
Wierni Kościoła rzymskokatolickiego należą do parafii Niepokalanego Poczęcia Najświętszej Maryi Panny w Dubie.

## Środowisko geograficzne
Zabudowania wsi położone są wzdłuż drogi. Do Swaryczowa należą zabudowania po wschodniej stronie, natomiast te po zachodniej stronie należą do wsi Tuczapy.
Swaryczów leży na terenie Kotliny Hrubieszowskiej. Około 100 metrów na północ od granicy zabudowy wsi przepływa z zachodu na wschód rzeka Sieniocha, lewy dopływ Huczwy. Po drugiej stronie rzeki znajdują się dwa duże stawy, Marcin i Andrzej.
Wieś znajduje się na obszarze będącym pod wpływem klimatu kontynentalnego. Charakterystyczne dla tego klimatu są mroźne zimy i gorące lata. Roczna ilość opadów wynosi średnio ok. 600 mm, przy czym dominują deszcze mające charakter krótkich, gwałtownych lokalnych ulew, występujące latem. Udział dni słonecznych w roku dochodzi do 38%.

## Historia

### Starożytność
Na terenie wsi zbadano podczas wykopalisk rozpoczętych w 2005 roku cmentarzysko kultury wielbarskiej, identyfikowanej z Gotami. Było użytkowane od II do początków V wieku naszej ery.
W jego centralnej, najwyżej położonej części znajdowały się pochówki szkieletowe w dużych grobach, otoczonych strukturami drewnianymi. Zostały one obrabowane w starożytności i zapewne były bardzo bogate, odnaleziono fragmenty złotej blaszki, która kiedyś pokrywała znajdujące się w nich ozdoby.
Wokoło części centralnej znaleziono skromniejsze pochówki szkieletowe i ciałopalne. Do chowania spalonych szczątków nie stosowano popielnic, tylko pojemniki z materiału organicznego – zapewne skórzane.
Odkryto także bardzo interesujący, bo rzadko spotykany pochówek w łodzi – zwłoki były umieszczone w czółnie z kłody drewnianej.

### Nowożytność
W 1890 wieś została odnotowana pod nazwą Swaryczew w źródle. Już wówczas należała do parafii Dub, leżała w gminie Kotlice, liczyła 3 domostwa i 38 mieszkańców wyznania rzymskokatolickiego, trudniących się rolnictwem. Folwark we wsi należał do dóbr Dub.
Około 1910 wieś została uwidoczniona pod nazwą Swireczew na sztabowej mapie austro-węgierskiej.
Wierni kościoła rzymskokatolickiego należą do parafii w Dubie, dekanat Tyszowce, w diecezji zamojsko-lubaczowskiej.